# ベルニナ地区
ベルニナ地区（ベルニナちく、ドイツ語: Region Bernina、イタリア語: Regione Bernina、ロマンシュ語：Regiun Bernina）は、スイスグラウビュンデン州の地区。ベルニーナ地区とも表記する。
2017年1月1日、ベルニナ郡を引き継ぎ成立した。同時に、郡の下位に存在したブルージオ、ポスキアーヴォの両行政区は解散している。

## 地理
アッダ川の支流、ポスキアヴィーノ川流域一帯であり、スイス国土としては南東に突出している。
東、南、西の三方がイタリア領に囲まれ、北部はマローヤ地区に接するものの、標高2000 m以上の分水界であるベルニナ峠に阻まれるかたちである。南方に流れるポスキアヴィーノ川沿いに街道が形成され、のちに鉄道も建設された。
ちなみに、ベルニナ峠より北側の渓谷一帯をヴァルベルニーナ と称するのに対し、当地の多くは南側の渓谷、ヴァルポスキアーヴォと重なる。

## 文化
前述の通り地形による通行の制約からイタリアとの結びつきが強く、イタリア北部と同様にロンバルド語圏とみなされる。

## 基礎自治体の一覧
| 旗        | 自治体名                    | 人口 2020年 12月31日 | 面積 (km²) | 人口密度 (人/km²) |
| --------- | --------------------------- | -------------------- | ---------- | ----------------- |
| Brusio    | ブルージオ(Brusio)          | 1120                 | 46.30      | 24                |
| Poschiavo | ポスキアーヴォ（Poschiavo） | 3441                 | 191.01     | 18                |
| 合計 (2)  | 合計 (2)                    | 4,561                | 237.31     | 19                |